# Mantispa pallescens
Mantispa pallescens är en insektsart som beskrevs av Hermann Stitz 1913. Mantispa pallescens ingår i släktet Mantispa och familjen fångsländor. Inga underarter finns listade i Catalogue of Life.